# BVZ HGe 4/4 I (16)
De HGe 4/4 I was een elektrische locomotief van de voormalige Zwitserse spoorwegonderneming Brig-Visp-Zermatt-Bahn (BVZ). De onderneming maakt tegenwoordig deel uit van de Matterhorn Gotthard Bahn (MGB).

## Geschiedenis
Deze locomotieven werden in de jaren 1920 door Schweizerische Lokomotiv- und Maschinenfabrik (SLM) en Maschinenfabrik Oerlikon (MFO) ontwikkeld en gebouwd voor de Furka-Oberalp-Bahn (FO) en de Brig-Visp-Zermatt-Bahn als HGe 4/4 I. Deze locomotief werd op 10 september 2007 aan de Dampfbahn Furka-Bergstrecke overhandigd en is voorlopig in het depot in Gletsch opgesteld.

## Constructie en techniek
De VZ besloot in 1929 net als de Rhätische Bahn tot elektrificatie met een spanning van 11.000 volt 16,7 hertz wisselspanning.
De locomotieven gekregen een lichtstalen bovenbouw. De transformatoren werden uitgevoerd met oliekoeling.

### Tandradsysteem
Deze locomotieven zijn voorzien van het tandradsysteem Abt. Abt is een systeem voor tandradspoorwegen, ontwikkeld door de Zwitserse ingenieur Carl Roman Abt (1850-1933).

## Treindiensten
Deze treinen werden door Brig-Visp-Zermatt-Bahn ingezet op het volgende traject:
- Zermatt - Visp - Brig

## Foto's

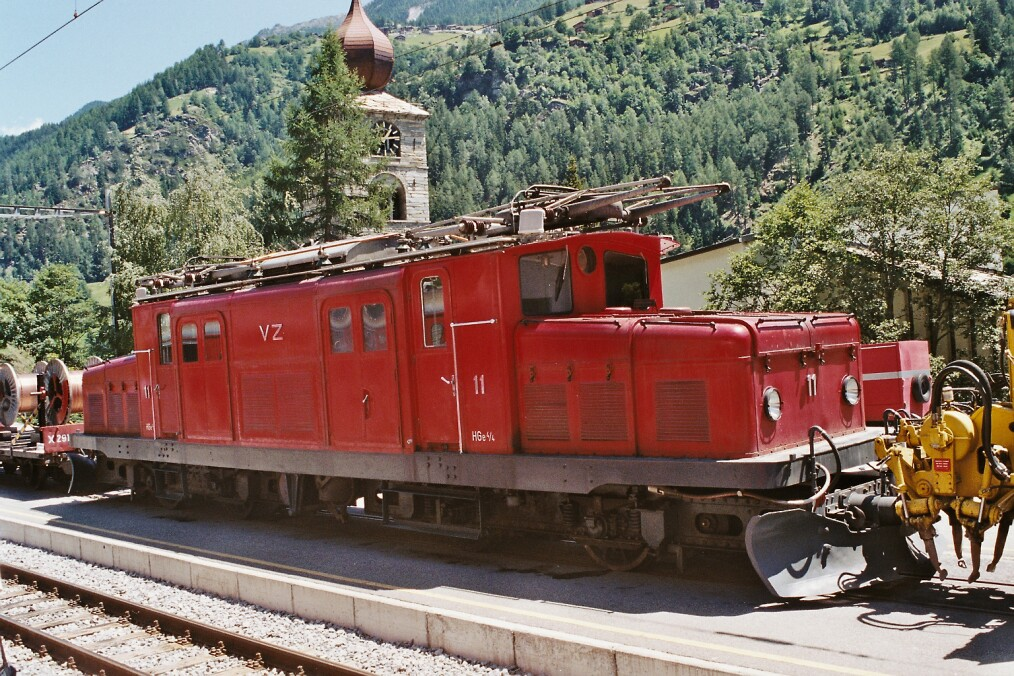
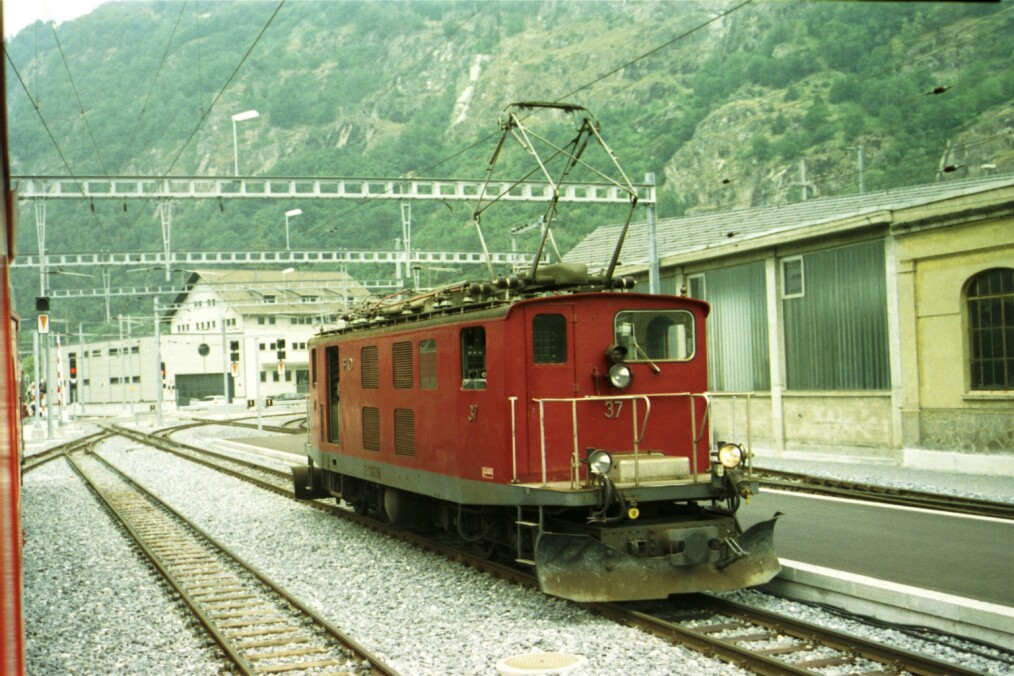
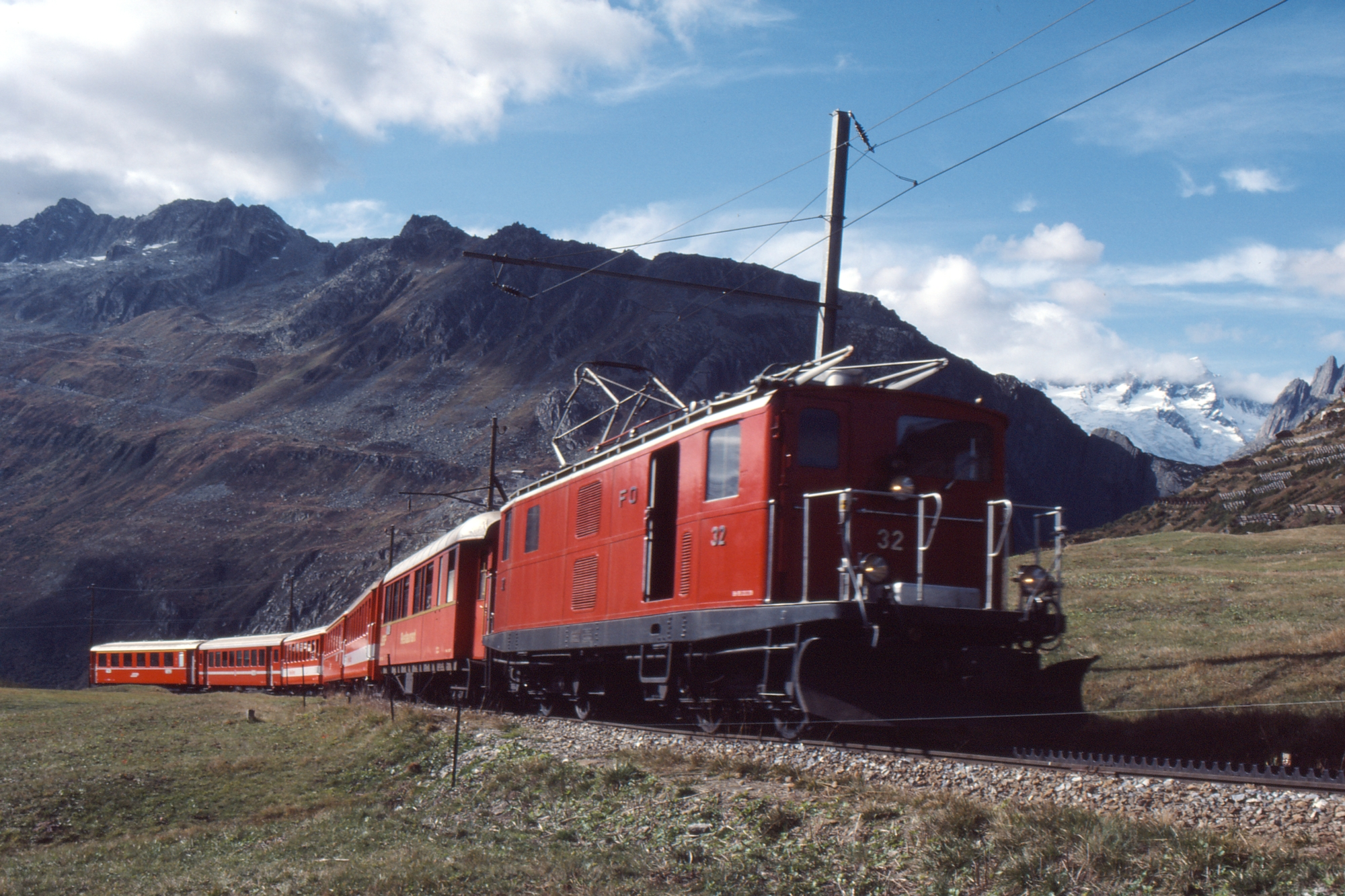

Voormalige spoorwegondernemingen: Furka-Oberalp-Bahn (FO) · Schöllenenbahn (SchB) · Brig-Visp-Zermatt-Bahn (BVZ)